# Colonia Francisco I. Madero, Saucillo
Colonia Francisco I. Madero är en ort i Mexiko.   Den ligger i kommunen Saucillo och delstaten Chihuahua, i den nordvästra delen av landet, 1 200 km nordväst om huvudstaden Mexico City. Colonia Francisco I. Madero ligger 1 206 meter över havet och antalet invånare är 251.
Terrängen runt Colonia Francisco I. Madero är huvudsakligen platt, men österut är den kuperad. Runt Colonia Francisco I. Madero är det glesbefolkat, med 9 invånare per kvadratkilometer. Närmaste större samhälle är Ciudad Delicias, 17,1 km nordväst om Colonia Francisco I. Madero. Trakten runt Colonia Francisco I. Madero består till största delen av jordbruksmark.